# August Röchling
Karl August Röchling (* 12. August 1856 in Ludwigshafen am Rhein; † 1937 in Aachen) war ein deutscher Unternehmer.

## Leben
August Röchling, Sohn des Kaufmanns Ernst Röchling (1825–1877), trat nach dem Besuch des Gymnasiums an der Jesuitenkirche und der Technischen Hochschule Karlsruhe in das Unternehmen Gebr. Röchling in Glasgow ein, wo er eine kaufmännische Ausbildung absolvierte, war dann zeitweilig in Paris und wurde 1884 Prokurist der Gebr. Röchling in Ludwigshafen (Bankhaus und Großhandel für Eisen und Kohle). 1892 wurde er gemeinsam mit seinem Bruder Heinrich Röchling Teilhaber des Unternehmens, das er schließlich als geschäftsführender Gesellschafter auch leitete.
Röchling war zudem Mitglied des Aufsichtsrats der Edelstahlwerke Röchling AG (Völklingen) und der Röchling’schen Eisen- und Stahlwerke (Völklingen). Er gehörte auch dem Verein Deutscher Ingenieure (VDI) und dem Mannheimer Bezirksverein des VDI an.
In Mannheim heiratete er 1885 Cäcilie Helene geb. Lanz. Das Ehepaar hatte zwei Söhne und eine Tochter.